# Пианистката
Пианистката (на френски: La Pianiste) е френско-австрийски психологически трилър от 2001 г., написан и режисиран от Михаел Ханеке, въз основа на едноименния роман от 1983 г. от Елфриде Йелинек. На филмовия фестивал в Кан през 2001 г. печели голямата награда, а също приза за „най-добра актриса“ и „най-добър актьор“.

## В ролите
| Изпълнител        | Роля          |
| ----------------- | ------------- |
| Изабел Юпер       | Ерика Кохут   |
| Беноа Мажимел     | Валтер Клемер |
| Ани Жирардо       | Майката       |
| Сузана Лотар      | Госпожа Шобер |
| Анна Сигалевич    | Анна Шобер    |
| Удо Замел         | Георг Блонски |
| Корнелия Кьондген | Герда Блонска |
| Филип Хайс        | [ 1 ]         |

## Награди и номинации
- 2001 Печели Голямата награда на филмовия фестивал в Кан – Михаел Ханеке
- 2001 Печели награда за най-добър актьор на филмовия фестивал в Кан – Беноа Мажимел
- 2001 Печели награда за най-добъра актриса на филмовия фестивал в Кан – Изабел Юпер